# Limbaži
Limbaži (in tedesco Lemsal) è un comune della Lettonia appartenente alla regione storica della Livonia di 19.728 abitanti (dati 2009).

## Località
Il comune è stato istituito nel 2009 ed è formato dalle seguenti località:
- Katvari
- Limbaži
- Pāle
- Skulte
- Umurga
- Vidriži
- Viļķene
- Limbaži